# Voo Alitalia 112
O voo Alitalia 112 foi um voo regular do Aeroporto Leonardo da Vinci, em Roma, Itália, para o Aeroporto Internacional de Palermo, em Palermo, Itália, com 115 pessoas a bordo. Em 5 de maio de 1972, colidiu com o Monte Longa, cerca de 5 quilômetros (3,11 milhas) a sudoeste de Palermo quando se aproximava. Os pesquisadores acreditavam que a visibilidade naquele momento era de 3 milhas (4,83 quilômetros) e que a tripulação não cumpriu os vetores dados pelo controle de tráfego aéreo. Continua sendo o pior acidente de aeronave única na Itália e o segundo pior acidente aéreo na Itália, superado pelo desastre aéreo de Linate, ocorrido em 8 de outubro de 2001, causando 118 mortes.
Um memorial foi erguido no local do acidente.

## O acidente

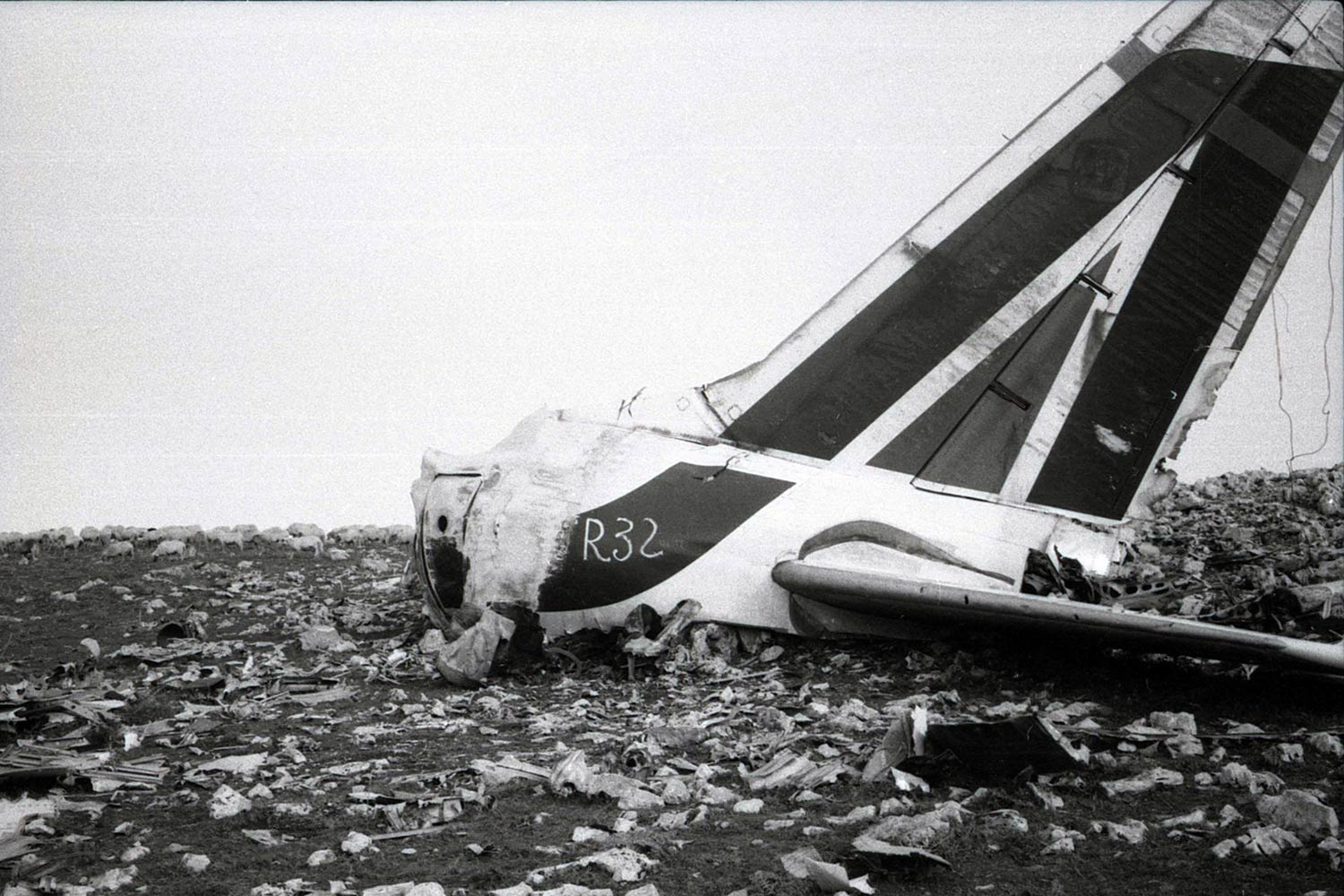
Cauda do Douglas DC-8 após o acidente.

Em 5 de maio de 1972, o avião I-DWIB da Alitalia (DC-8/43) iniciou o voo AZ 112 de Roma Fiumicino para Palermo Punta Raisi, decolando 36 minutos depois. O capitão Roberto Bartoli estava encarregado das comunicações, enquanto o primeiro oficial Bruno Dini cuidava do avião. Os horários e locais foram coletados com precisão pelo gravador de controle de Roma, que possuía um gravador temporário, enquanto a abordagem de Palermo não era.
O voo AZ112 entrou em contato com a aproximação de Palermo por volta das 21:10, por volta de 74 milhas náuticas (137 quilômetros) do VOR (instalado sobre o Monte Gradara, município de Borgetto, com a frequência 112,3 MHz, cerca de 10 milhas (16,1 quilômetros) ao sul do aeroporto de Punta Raisi). 
Por volta das 22h23 à meia-noite, o avião (de Ponente-lato Terrasini) atingiu uma crista de 935 metros (1 980 pés de altura), a cerca de 300 pés (91,4 metros) abaixo do topo da montanha, e deslizou as asas sobre o solo, a fuselagem e os quatro motores por um longo tempo, até que se desintegrou por repetidos golpes contra as rochas. Parte dos restos mortais e dos corpos das vítimas rolou ladeira abaixo (ladeira Carini) e o incêndio no motor alertou para a presença do acidente. Os restos foram espalhados em um raio de 25 milhas (40,2 quilômetros), tão selvagens que as equipes de resgate levaram três horas para alcançá-lo. Mais tarde, algumas testemunhas em Carini alegaram ter visto o avião em chamas antes do acidente.
Dos 115 passageiros, praticamente todos os italianos - o único estrangeiro conhecido a bordo era um tripulante de cabine belga. A maioria dos passageiros estava voltando para participar das eleições italianas que aconteceriam naquele fim de semana. Entre os viajantes, vale mencionar o diretor de cinema Franco Indovina, além de Cestmir Vycpalek, filho do então treinador da Juventus.
O acidente ocorreu no 25º aniversário da Alitalia, que iniciou as operações com uma única aeronave G12 emprestada pela Força Aérea Italiana.

## Após o acidente

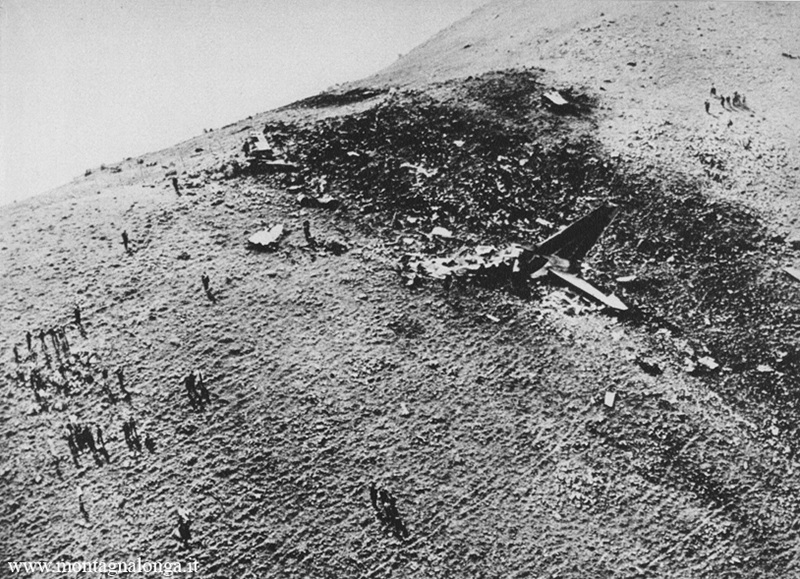
Destroços do voo 112

A evidência endossou a versão oficial dos eventos. Os testes culparam os pilotos por não seguirem as instruções dos controladores de voo. O motivo do acidente foi declarado “erro do piloto” e colisão com o solo em voo controlado (CFIT) (descreve uma colisão não intencional de uma aeronave com o solo).
Há outra versão oficial apoiada por alguns amigos íntimos das vítimas. Maria Eleonora Fais, irmã de Angela Fais, que morreu no avião, conseguiu encontrar, após muitos anos, o relatório do vice-inspetor Giuseppe Peri de que o avião havia sido explodido por uma bomba. Peri acusou pessoas com dívidas pendentes com a Máfia e um grupo de direita subversivo de responsabilidade pelo ataque. A ANPAC ficou ao lado dos pilotos, rejeitando a possibilidade de erro devido à sua longa experiência.